# Kleinschober (Schobergruppe)
Der Kleinschober ist ein 3119 m ü. A. hoher Berggipfel der Schobergruppe in Osttirol (Österreich). Er liegt im Nordosten Osttirols in der Gemeinde Nußdorf-Debant.

## Lage
Der Kleinschober liegt im Westen der Schobergruppe knapp südlich der Gemeindegrenze zwischen Nußdorf-Debant im Süden sowie Kals am Großglockner im Norden. Der ehemals firngekrönte Berggipfel fällt nach Südosten steil ab, an den nördlichen Flanken des Kleinschobers erstreckt sich zwischen Hoch- und Kleinschober sowie Debantgrat das Schoberkees.  Benachbarte Gipfel sind der Hochschober 3242 m ü. A. im Westen und der Debantgrat 3055 m ü. A. im Osten. Vom Debantgrat wird der Kleinschober durch das Schobertörl 2898 m ü. A. getrennt.  Nördlich des Kleinschobers erstreckt sich das Ralftal mit dem Ralfbach, im Südosten befindet sich das sogenannte Gartl, bei dem es sich um ein Quellgebiet des Debantbaches handelt. 

## Aufstiegsmöglichkeiten
Der Normalweg auf den Kleinschober nimmt seinen Ausgang an der Lienzer Hütte. Von ihr folgt man zunächst dem Franz-Keil-Weg nach Nordwesten ins Gartl und danach kurz dem Weg in Richtung Schobertörl. Der weitere Weg führt steiglos in die ostseitigen Kare und Flanken bis zum Sattel zwischen Hoch- und Kleinschober. Vom Sattel aus ist der Kleinschober unschwierig über einen blockbeladenen Rücken zu erreichen. Eine weitere Möglichkeit bietet der Aufstieg aus dem Ralftal und das Schobertörl. Die Überschreitung des Kleinschobers aus dem Schobertörl über den Nordostgrat weist jedoch eine höhere Schwierigkeit auf (I-II).